# Okurigana
Els okuriganes (送り仮名 [おくりがな], lit. ‘kanes acompanyants’) són sufixos escrits en kanes que segueixen els kanjis en oracions japoneses escrites. El seu ús és atorgar inflexions als adjectius o verbs. Un okurigana en un verb pot indicar el temps d'aquest (passat o present), donar-li un significat afirmatiu o negatiu, o afegir-li un nivell de cortesia. En l'actualitat els okuriganes s'escriuen amb hiraganes. En el passat havia estat comú l'ús dels katakanes, però això mai no passa en el japonès estàndard actual.

## Exemple
El verb escriure (kaku, 書く), en la seva forma de diccionari o infinitiva s'escriu afegint-hi el hiragana (en aquest cas també okurigana) ku (く) al kanji ka (書) que és l'arrel del verb i la part semàntica de la paraula. Fent servir aquest mateix kanji i diferents combinacions d'okuriganes es poden obtenir més inflexions del verb.
- kakimasu (書きます) - forma afirmativa cordial bàsica en present
- kakimasen (書きません) - forma negativa en present
- kaita (書いた) - conjugació afirmativa en passat